# Le Perroquet
Pour les articles homonymes, voir Perroquet (homonymie).
Le Perroquet est un journal critique, littéraire et caricaturiste publié à Montréal. Au total, 30 éditions sont publiées chaque samedi entre janvier et août 1865.

## Histoire

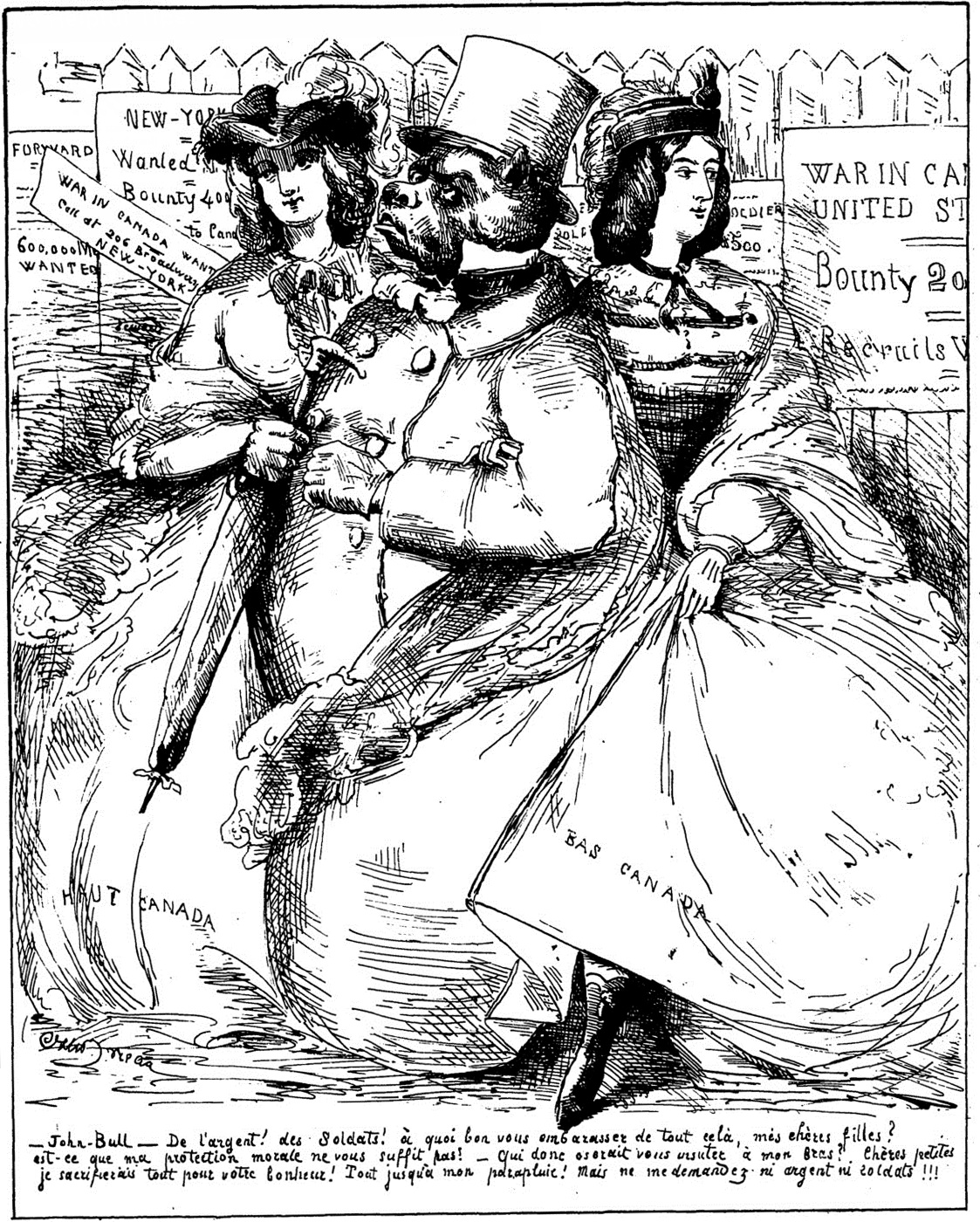
L'une des caricatures de Charles-Henri Moreau

Fondé en 1865 par le caricaturiste français Charles-Henri Moreau (1835-1895), Le Perroquet se fait le porte-parole des opposants à la Confédération.